# 李在明
李在明（韩语：／ I Jaemyeong */?，發音：[i.dʑɛ.mjʌŋ] ⓘ1963年12月8日—），本貫慶州李氏，是大韩民国進步派政治人物及律師，現任韓國總統（第21任）。曾任京畿道知事、京畿道城南市市長、共同民主党代表、韩国国会議員。
李在明出生于韩国安东市的一个贫困家庭，小学毕业后进入工厂当工人，后因工伤致残。他通过同等学力测试获得了初中和高中学历，于1986年进入中央大学学习，获得法学学位。作为一名人权和劳工律师，李在明与民辩合作，积极倡导在城南市开设一家新医院。
李在明于2005年进入政界，然而参加的几次选举均以失败告终。2010年，他当选为城南市市长，并于2014年成功连任。2017年，李在明首次参加韩国总统大选，在共同民主党内提名中败给文在寅。2018年，李在明辞去市长职务，转战当选京畿道知事。2022年，李在明再次竞选总统，并赢得党内提名，但在大选中以微弱劣势输给了国民力量党的尹锡悦。
尹锡悦因2024年戒严危机遭国会弹劾后，李在明再次代表共同民主黨參選2025年的總統選舉，並擊敗國民力量的金文洙，成功当选第21任大韩民国总统。

## 生平

### 從政之前

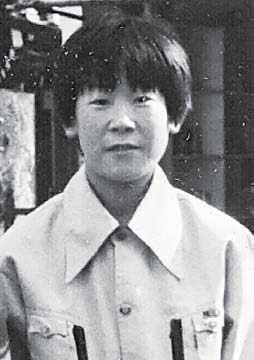
1976年的李在明

李在明生於慶尚北道安东市，父母育有子女七人，其排行第五。他的法定出生日期为1964年12月22日，由于出生登记的延迟，其实际可能生于农历10月22日或23日（公历1963年12月7日或8日）。李在明小學畢業後，因父母生意失败到城南工業園區打工谋生。因為未屆法定年齡，他只好拿他人的履歷找工作，並使用假名入職。工作期間，李在明的左手腕遭機器夾傷，因而留下殘疾。後來透過同等學力測驗，李在明考取中央大學法律系，開始其律师生涯。后受到卢武铉演讲的影响而成为了人权律师和劳工律师，在城南市执业并与民辩组织合作。
1995年，他开始參與民權運動并创办了城南公民协会。2002年，城南的两家医院关闭，李在明发动运动号召当地建新医院被市议会驳回。他带人抗议并因妨害公务而遭通缉。为此他意识到了无法通过社会运动改变社会。在韩国实施选举公营制度之后，竞选不再需要巨额资金，李在明决定进入政界。

### 城南市市長
2006年，李在明參選城南市市長，最後得票率23.8%，排名第二，不敵得票54%的李大燁而敗選。2008年，李在明參與競選國會議員，後來敗選。2010年，李在明當選城南市市長。2014年的市長選舉，他在其中勝選並連任。
由於前任市長經常超支，李在明2010年上任時，城南市已負債近7,000億韓圓，相當於當年市財政預算的50％，並且接下來的財政支出只能賒帳處置。為了還清債務，李在明縮減財政支出，並且根絕貪腐、整頓稅務。李在明亦宣布，城南市將暫緩歸還從中央政府借来的5,200億韓圓，然而此事使李在明與時任總統朴槿惠發生摩擦。後來，朴槿惠成立專案調查小組調查李在明，並要求該小組直接向其回報。此外，朴槿惠亦提案罷免李在明。2013年12月底時，城南市已還清債務。

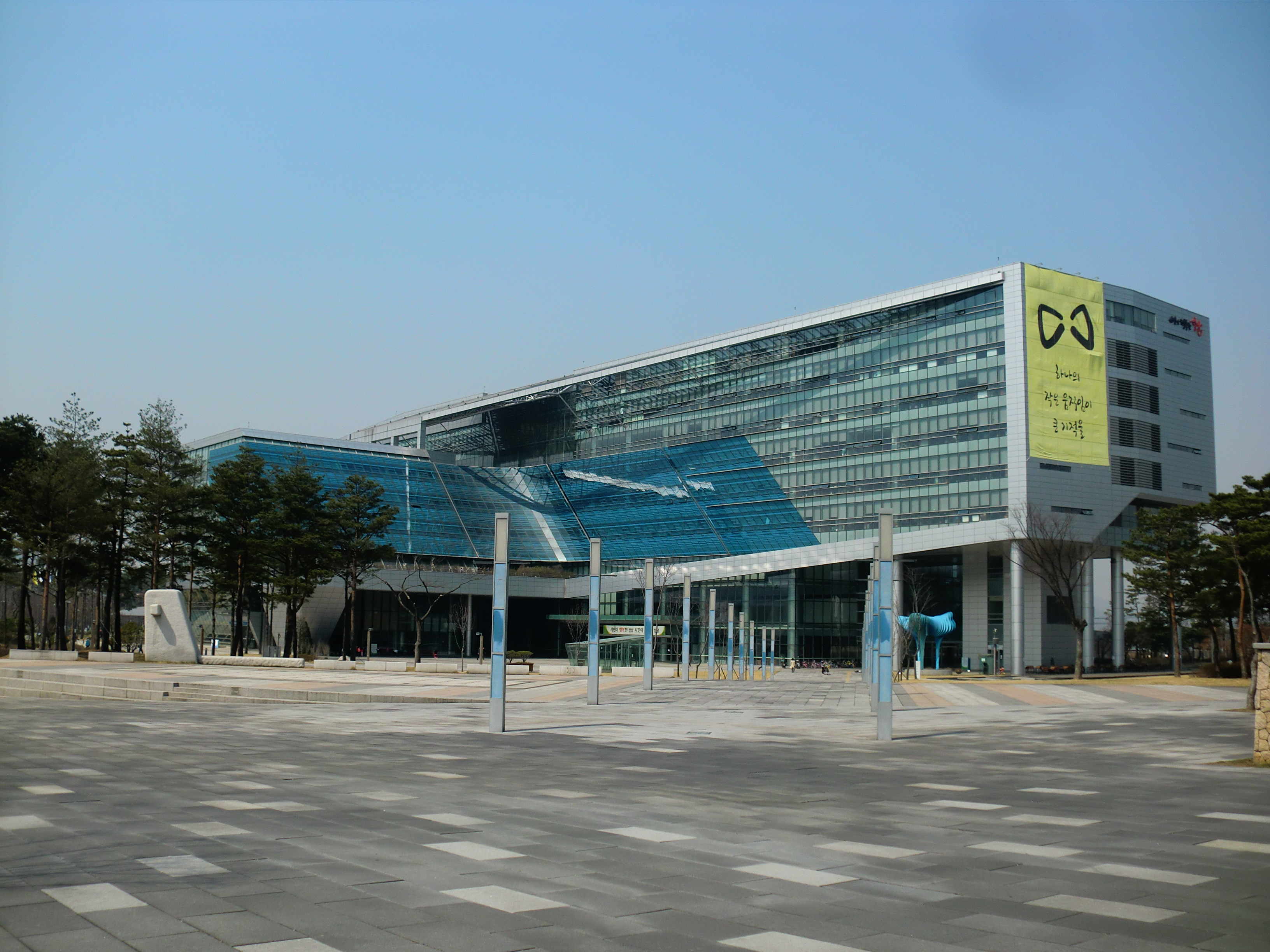
城南市政府大楼

還債過程中，李在明曾提出出售市政府大樓的計劃，因其認為市政府大樓使用效率不高、熱效率低，是極大的浪費。市政府大樓佔地約6.93萬平方公尺，單論土地估價即於6,000億至7,000億韓圓之間。李在明計畫在大樓對面、市政府所有的綠地上新建一幢更为樸素的辦公樓，並將舊樓出售，估計可以獲得5,000億韓圓的收入，城南市的財政問題將得以緩解。不過，出售市政府大樓需要得到中央政府的同意，難以在短期內實現。於是，李在明下令將市政府大樓的部分區域開放給市民，並且設立圖書館、書店、兒童遊樂場、健身房、會議室、聊天室等等以增加大樓的利用方式。李在明由此成立韩国政治史上首位把市政府大楼设为公众开放空间的市长。值得一提的是，李在明在解決城南市的負債期間，曾解散城南市廳的短道競速滑冰隊，一定程度上造成城南市廳短道競速滑冰隊員、前韓國短道競速滑冰運動選手安贤洙出走至俄羅斯，在2014年索契冬奥会代表俄羅斯出賽並繼2006年都灵冬奥会後再奪3面金牌。
債務償清後，李在明的城南市政府自2014年起推行福利政策。2016年，李在明再推福利新政。此舉遭朴槿惠反對。朴槿惠稱此舉係民粹行為，下令統一全國福利政策，還將城南市政府告上法庭，指控市政府未經中央政府許可而非法行政。李在明回應道，《大韓民國憲法》第34條第2項規定國家應當為國民福利努力，並指朴槿惠提出的無增税福利政策是一句無法實現的謊言，然而城南市做到了，朴槿惠不該責難而應予以讚賞。朴槿惠隨後祭出新的反制手段，她向國會提交《地方財政法施行令》修正案。根據新的修正案，中央政府有權向城南市徵收1,000億韓圓的稅收，正好是城南市一年的福利預算。2016年9月，李在明親至首都首尔光化门广场，希望透過絕食抗議來阻止朴槿惠修法。此舉使李在明成為首位上街示威抗議的地方民選市長。國會最後通過該項修正案，李在明亦結束絕食，返回城南市辦公。
在城南市任職市長期間，李在明設立市民股東企業，該企業不以營利为目的，而是將社會公益視作目標。李在明的本意是建立一種勞動者合作社，但由於韓國法律不允許，只好採用其他妥協手段設立市民股東企業。該類型的企業有70％的股權是由員工所有，負責城南市的衛生環境、公共交通等公共事務。李在明亦鼓勵市民生育，由市政府推出生育獎金支付制度，生得越多獎勵越多。其他鼓勵措施包含增建育幼機構、托育免費、學生午餐免費、教育救助等。此外，李在明擴充財源，來改善城南市老城區的居住環境，縮小其與盆唐區的差距。

### 2017年總統大選
李在明起初并不是2017年韩国总统选举的热门候选人。崔順實事件曝光后，李在明猛烈抨击總統朴槿惠及其親信崔顺实，发表言辞激烈的街头演说。据称，他是韩国政界要求朴槿惠辞职走人的“第一人”。李在明所在的共同民主党与文在寅对于是否弹劾总统犹豫不定时，李在明首先坚定主张弹劾朴槿惠。崔顺实事件发生之后，李在明的支持率迅速上升。2016年12月9日盖洛普韩国公布的民调中，李在明首次冲入支持率前三位，支持率为18%。原聯合國秘書長潘基文与文在寅支持率同为20%，并列第一。之前身列三甲的安哲秀排在李在明之后。相比一个月前的民调，李在明的支持率上涨了10个百分点。
2017年1月23日，李在明召开新闻发布会，正式宣布参选2017年韩国总统。新闻发布会选址京畿道城南市中院区上大院洞东方双狮手表工厂，这是李在明少年时打工的地方。李在明宣称，“我将成为大韩民国第一个工人出身的总统”。他说，“因为无能而不负责任的亲日、独裁、腐败势力而使国家外交和安保陷入了危机，不平等、不公正的积弊让所有国民受挫”，“驱散黑暗和绝望，建立公正国家的平等政治即将开始”。
新闻发布会上，李在明承诺建立一个“不论强弱，法律面前人人平等的国家”。他声明自己的政府绝不会赦免朴槿惠和李在镕。李在明主张让财阀制度解体，以实现公平经济。若法院判决李在镕违法，李在明称将通过《有组织犯罪没收财产法》收回非法所得。他提出了“李在明式新政增长政策”，主张增税、引入基本收入制度是解决韩国经济不景气问题的唯一途径。增税计划包括提高法人税、新创土地保有税等等。
2017年3月27日，共同民主党总统大选候选人党内选举第一站，李在明得票19.4%排名第三，落后于得票60.2%的文在寅和得票20.0%的安熙正。第一站在光州女子大学体育馆举行，第一站即西南区，包括全罗道和光州广域市。29日，忠清道党内选举在大田广域市忠武体育馆举行，李在明仍然排名第三，得票为15.3%。文在寅和安熙正的得票率分别是47.8%和36.7%。3月31日，党内选举第三站岭南站（庆尚道）选举在釜山市社稷室內體育館拉开大幕，文在寅以64.7%得票率再次胜出。李在明排名第二，得票18.5%。安熙正得票16.6%。4月3日，党内选举最后一站在首尔高尺天空巨蛋举行，第四站即首都圈·江原道·济州道站。这一站，文在寅以60.4%得票率再次胜出，李在明得票22.0%，安熙正21.5%。四站相加，文在寅得票57.0%，超过半数，获得共同民主党提名。安熙正累计得票21.5%排名第二，李在明总得票21.2%列第三位，高陽市市長崔星得票率0.3%垫底。

### 京畿道知事
在總統初選中失利後，李在明參與競選京畿道知事，京畿道是環繞首爾地區的核心地帶，人口超過1,300萬。李在明在擔任京畿道知事時，對COVID-19大流行的反應受到讚賞。

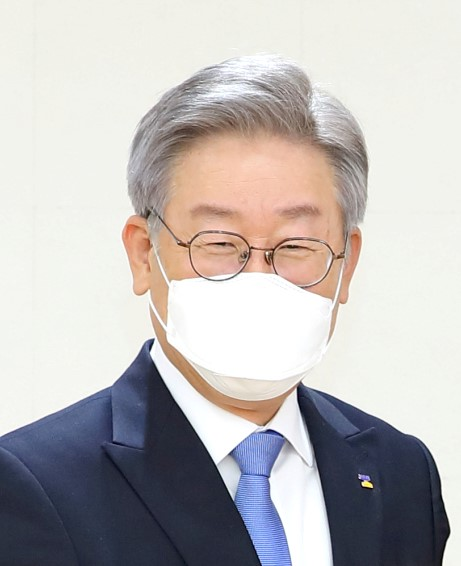
2020年的李在明

2020年3月，當韓國因新天地教會聚會而引發第一波疫情時，李在明前往該教會創始人李萬熙在京畿道的住所，指出他拒絕進行冠狀病毒測試或提交教堂聚會參加者的行為，是妨礙進行接觸者追蹤，並警告可能會對他採取法律和行政行動。結果，此行動令李萬熙屈服。此外，他亦宣布一項特別命令，要求所有在京畿道工作的外國人接受冠狀病毒檢測。此後，首爾亦宣布類似政策，但在面臨批評後將其改為建議，最後實際上撤回此政策。儘管如此，李在明繼續要求在京畿道的34萬外國人士接受檢測，結果發現其中329例新的陽性病例。
2021年2月，在COVID-19疫情爆發後一年，他因出席中央災害與安全對策總部會議的次數過低而受批評。李在明在同年4月表示，他更希望利用自己的時間解決更關鍵的問題，時任國務總理丁世均曾公開表示批評，認為若李在明充分了解政府在減低傳播和為接種疫苗方面所做的努力，他不會發表這樣的聲明。同年，李在明提出向京畿道所有居民提供災難支援金的計劃，與中央政府產生部分分歧。李在明認為，自己致力於執行他的承諾的，並經常指出他平均遵守了95%的競選承諾”，以及“即使我可能不得不經歷政治上的損失，但相信公眾的集體智慧，並推動正確的事情才能帶來結果。這就是我的風格”。

### 2022年總統大選

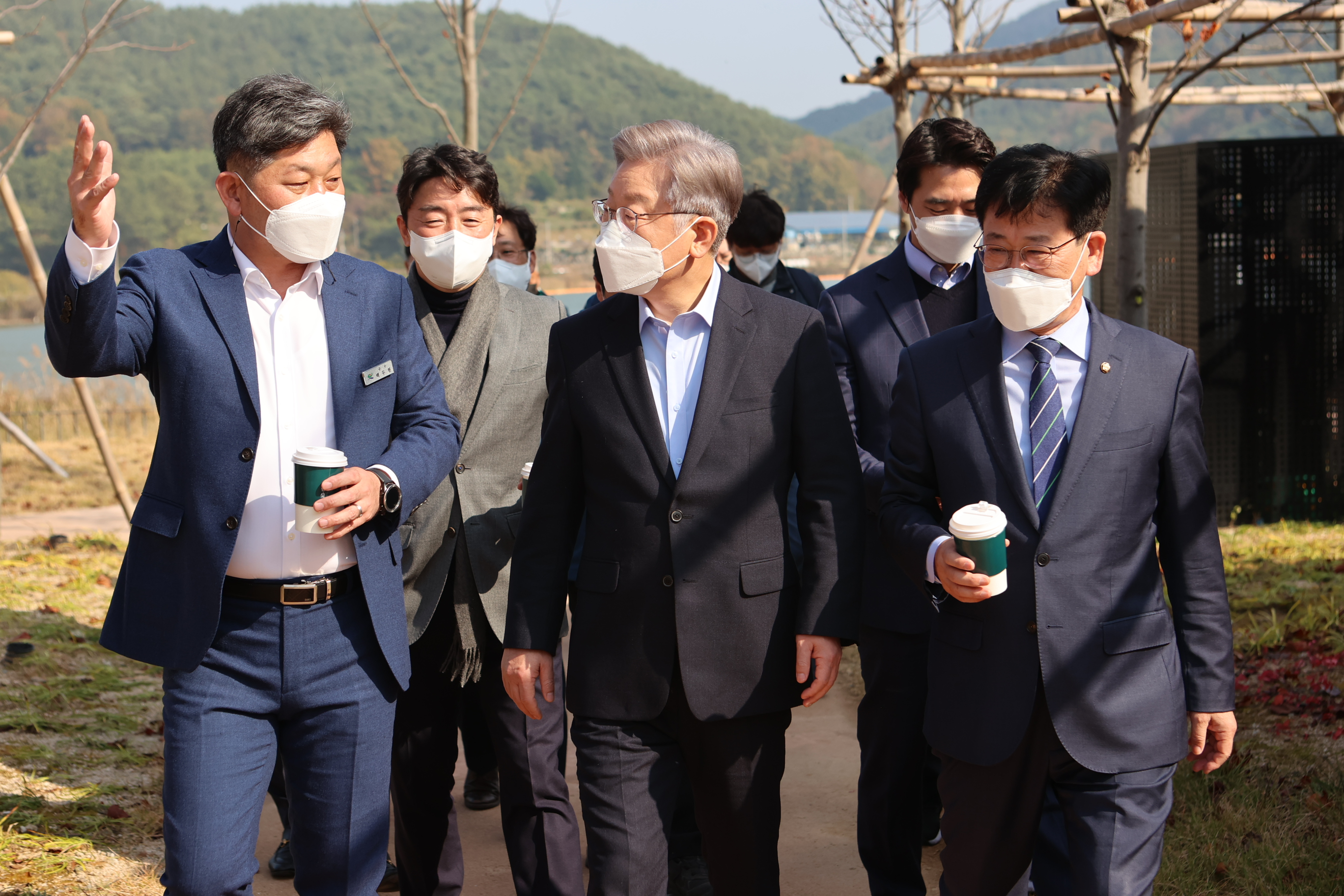
李會見江原道高城郡縣長討論擬議項目

李在明於2021年7月宣布參加2022年總統大選，強調會推行確保全國所有背景人民平等的政策，並提高韓國作為為全球提供公共產品的國家在國外的地位。他在宣布參選後，指出現在是處於一個巨大轉變的時代，並承諾如果他當選總統，首要目標是幫助韓國帶頭應對氣候變化、全球流行病和快速的技術革命；次要目標是幫助韓國在此期間實現經濟增長。在促進民生福祉的政策上，他指出沒有左右之分及意識形態差異，只要能令人民能夠過上更好的生活，他願意嘗試任何事情。
李在明於2021年10月10日正式成為共同民主黨的獲提名人。他在初選中贏得了多數選票，並在沒有決選的情況下直接獲得參選門票。他在其獲選感言中，表達了通過改革和實踐創建新韓國的雄心。
2022年3月9日總統選舉開票結果，李在明以25萬票、不及1%的差距敗選。李在明是繼李仁濟、孫鶴圭、金文洙及南景弼後，第五位未能挑戰總統大位的民選京畿道知事，因此有「京畿道知事是挑戰大選者的墳墓」的說法。他曾在選前表示「將證明京畿道不是大選的墳墓，而是一條花路」，但最終他成為史上最少得票差距敗北的總統候選人。

### 總統大選後的政治活動
李在明於2022年5月獲共同民主黨緊急對策委員會公推為6月1日補選的仁川廣域市桂陽區（乙選區）國會議員參選人。該選區原任議員為民主黨黨魁宋永吉，但他因獲提名為民主黨首爾特別市長參選人而辭職。是次補選以全國為單位舉行，因此有「迷你國會選舉」的外號。民主黨以戰略性質推舉李在明參選，而李在明亦表現出強烈的參選意志，因此最終民主黨決定提名李在明。
然而，時任國民力量黨代表李俊錫於李在明獲公推後發現，他曾於2014年回應一位從城南搬到仁川的粉絲提問對於是否會在仁川市參選時表示「不要~hh」（시러요~ㅋㅋ），他更留言指「從城南搬到了仁川怎樣生活，快點回來吧」，該發言被批評為有貶低仁川市的意圖。
在補選的幾天前，李在明與首爾市長候選人宋永吉突然提出「遷移金浦機場」的公約，與國民力量一方產生激烈交鋒。之後李在明於補選中勝出。
2023年8月31日，李在明宣布无限期绝食静坐，他表示絕食是為了抗議尹锡悦政府的“破坏民主”等行为。他要求尹錫悅政府明确反对日本核污染水排海，并就破坏民生问题向国民道歉。在绝食第11天，由于体力下降，李在明选择躺下示威。9月13日，文在寅政府时期青瓦台秘书室长卢英敏向李在明转达了文在寅的劝告，希望他停止絕食。9月14日上午，执政党国民力量党党首金起炫首次要求李在明“停止绝食”。9月18日，李在明在绝食过程中因健康状况恶化而被紧急送医救治。据共同民主党一位发言人说，李在明正在注射生理盐水，器官因绝食受损严重，且已恢复意识。李在明并没有表示要停止绝食，而是可能会在医院继续绝食。9月23日，李在明宣布停止绝食示威。9月26日，李在明到达首尔中央地方法院接受拘捕必要性审查。这是韩国宪政史上首次对最大在野党党首进行拘捕必要性审查。9月27日凌晨，首尔中央地方法院发决定驳回检方对李在明的拘捕申请。10月20日，李在明出席涉贪腐案一审第三次庭审。10月23日，李在明恢复履职。

### 遇袭事件
2024年1月2日，李在明在访问釜山加德岛新机场建设地时遭遇袭击，颈部左侧被刀扎伤。
2024年1月17日，李在明恢復黨務工作，並主持召開黨內最高委員會會議。

### 戒嚴令直播翻牆
2024年12月3日晚間10時27分，韓國總統尹锡悦在首尔发表紧急谈话，指控以共同民主黨为首的国会反对党同情朝鲜并透過反國家活動癱瘓政府，宣布全國進入紧急戒嚴狀態。共同民主党党首李在明在戒严宣布后在Youtube開始直播自己翻墙进入国会的過程，并表示“戒严令”违法、违宪，呼吁韩国民众前往国会议事堂，保护国会。

### 2025年總統大選
尹錫悅被彈劾下臺後，曾參選上屆總統的李在明被視為下屆總統大熱人選。4月9日，李在明辭去共同民主黨黨魁一職，投入因尹錫悅被罷免而提早舉行的總統選舉初選。4月10日，李在明发布竞选宣传片，正式宣布参加第21届韩国总统选举。4月27日，李在明正式成為共同民主黨總統候選人。2025年6月4日凌晨，李在明当选韩国新一任总统。

## 总统任期

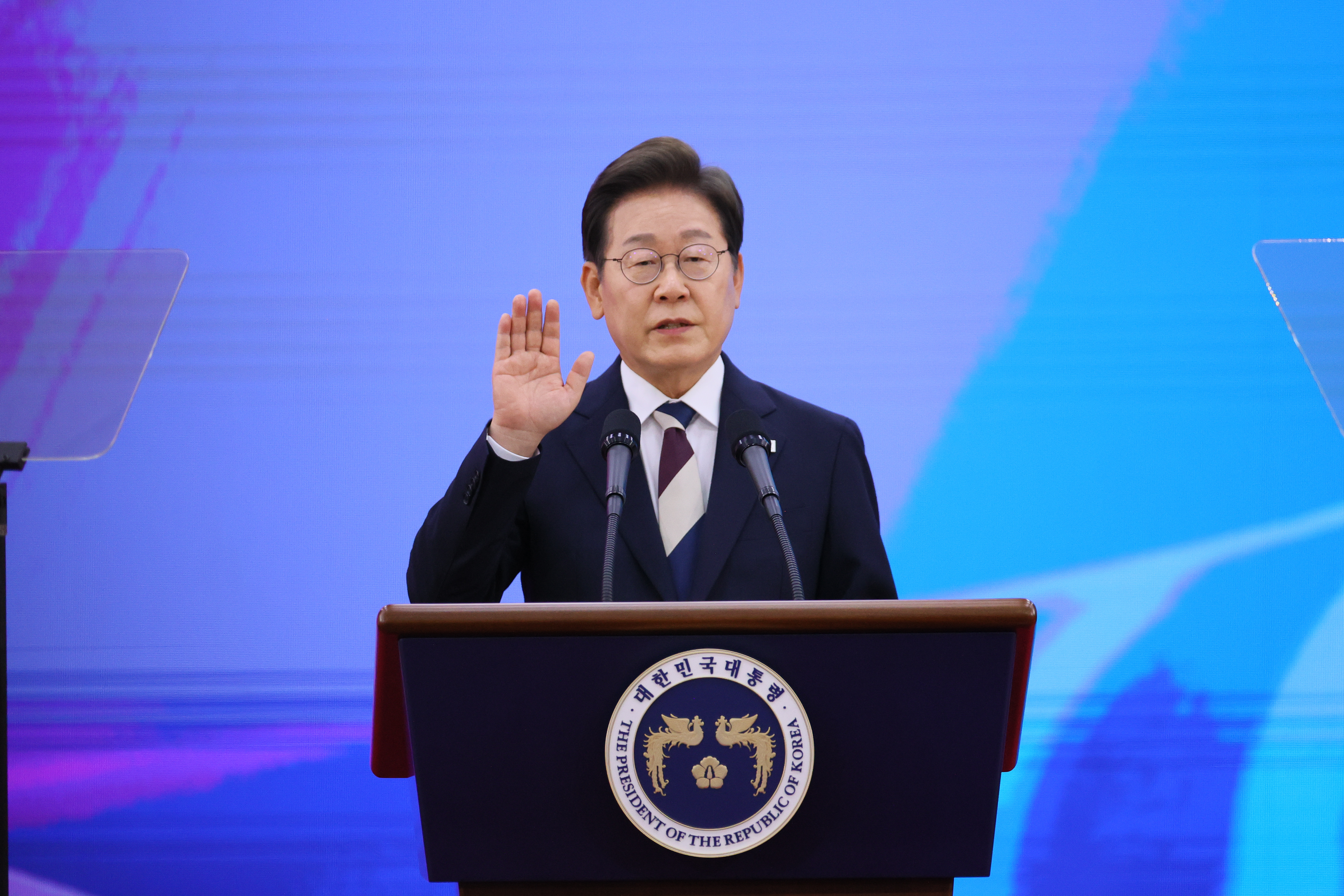
李在明宣誓就任總統

2025年6月4日上午6时21分，中央选举管理委员会表决通过了大选投票结果的议案，正式确定共同民主党候选人李在明为第21届总统当选人，任期正在啟動。 同日11时，李在明在首尔汝矣岛国会议事堂宣誓就任第21任韩国总统 。同日，李在明指示有关部门成立紧急经济应对工作组，这是他的首个行政命令。
6月5日，李在明撤回了前代理总统韩悳洙的宪法法院法官的提名。 同日，韩国国会均以194票赞成、3票反对、1票弃权再次通过《内乱独检法》、《金建希独检法》和《蔡上等兵独检法》 。
6月10日，韩国国务会议审议通过了这一法案，韩国总统李在明同日批准并公布这些法案，进入独立检察官候选人推荐及任命程序，特检程序预计最快将在本月内启动。
6月12日，韩国总统李在明正式任命特别检察官。

### 对朝政策
李在明上台后，对朝鲜展现了相对缓和的态势。2025年6月11日，韩国军方宣布，根据上级指示暂停使用扩音器对朝鲜喊话。6月14日，李在明指示相关部门拟定针对向朝鲜散发传单行为的预防政策及处罚措施。8月18日，李在明强调“要维护好韩朝关系的重要性”。

## 政治理念

### 外交与军事
外交与国防军事方面，李在明主张“以国家利益为中心的自主均衡外交”。他声称，如果当选，将取消萨德部署，收回韩军作战指挥权。关于对日关系，李在明主张废除2015年12月28日朴槿惠政府与日本政府签署的《韩日慰安妇协议》、废除朴槿惠与日本签下的《韩日军事情报保护协定》。
李在明持反日立场。2016年11月14日，李在明就日韩两国签署《韩日军事情报保护协定》在脸书上发文称，日本不仅曾经侵略过朝鲜半岛，还在独岛问题上不断挑衅，日本实际上是韩国的敌国，朴槿惠如果签署协定、无限制向日本提供情报，那么“她就不是我们的总统，而是日本间谍”。他还通过社交媒体向朴槿惠与国防部长韩民求喊话“滚回你们的祖国日本”。李在明的这些言论在韩国网民中引起了不小反响。
李在明反对在韩部署萨德。李在明认为，萨德只有48枚导弹，无法应对朝鲜千余枚导弹的威胁。另外，韩国超过一半的地区和人口位于萨德保护的区域之外。李在明说，美国通过部署萨德来封锁中国出海口、窥测中国秘密，完全是为了美国的利益，萨德不能遏制朝鲜，反而有可能使朝鲜半岛成为大国角力的战场。此外，部署萨德还会使得中国对韩国进行经济制裁，韩国难以承受制裁的后果。韩国《中央日报》就此批评李在明“亲中反美”。
李在明认为应该减少对邻国大国的刺激来保全韩国的和平，在2022年3月电视辩论中更提出乌克兰之所以被入侵是因为其谋求加入北约而刺激了俄罗斯导致的。
李在明支持陽光政策，主張重啟南北韓高峰會，以和平的對話來解決北韓核問題。

### 經濟與社福政策
李在明在經濟政策方面，在黨內具有突出的中間偏左傾向。在經濟方面，他提倡類似羅斯福新政式的自由主義。2021年10月，他指著“我們將通過強而有力的國家主導經濟復甦政策，來改變經濟增長向上。他將會向使用左翼政策克服大蕭條的羅斯福學習”。其總體經濟政策願景為“變革性和公平增長”，他對韓國經濟的看法是經濟增長放緩引發了許多問題。低增長導致年輕一代的機會減少，並導致競爭更加激烈和社會動盪。他認為以往在經濟高速增長時期的經濟體設計、規則和制度，已不再適用於發達經濟體。

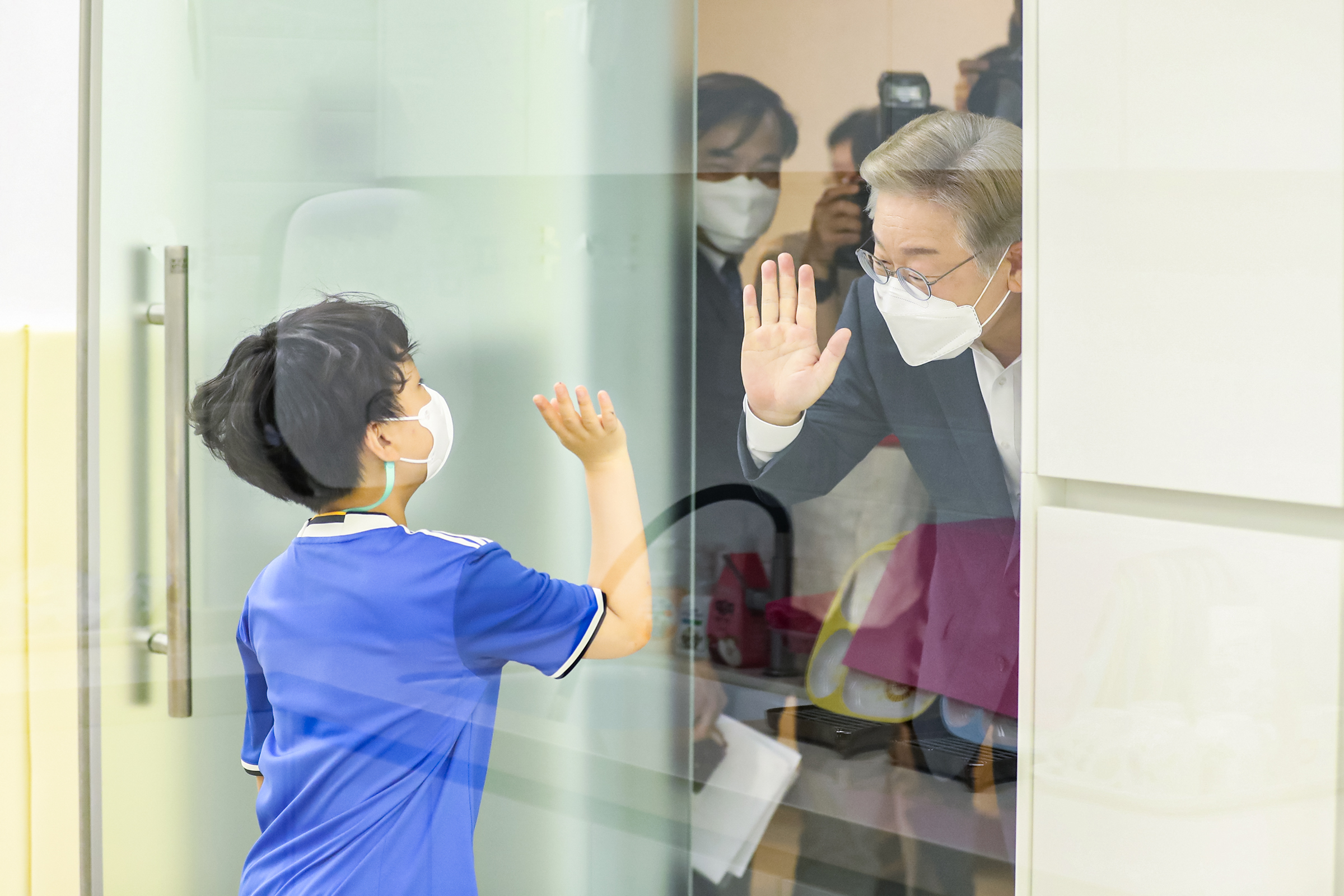
2021年，京畿道知事李在明在位於坡州市雲井幸福中心的京畿道坡州兒童保育中心舉行會議後，參觀了該中心的設施。

李在明認為，經濟增長放緩是與經濟諸多領域的不公平和兩極分化有關，例如不公平交易、大企業壟斷，與大企業及中小企業與非正規工人之間的巨大差距，房地產市場的不平等等。他認為不公平的經濟分配，導致人們追求以收取租金為主的房地產活動，導致資源配置的嚴重低效。李在明認為對韓國經濟至關重要的另一個方面是全球技術進步的趨勢，例如能源和數位化轉型。這可能會導致危機或提供新機遇，具體取決於政策應對措施。
針對這些觀點，李在明提出了一項新的增長戰略，即轉型和公平增長，其中包括一系列政策使經濟更加公平和轉型。在鼓勵更公平的制度的基礎上，這有助加快推行創新和轉型。該戰略包括綠色新政和數位化轉型的產業政策、幫助人們適應新環境的教育改革、重新平衡經濟實體之間市場力量改革、公平競爭和勞動力市場正義的措施，以及社會安全網分擔與轉型相關的措施。
總體而言，其政策立場接近社會自由主義和民粹主義，但也存在一些經濟自由主義傾向，如房地產減稅和放鬆部分企業管制。

#### 基本收入

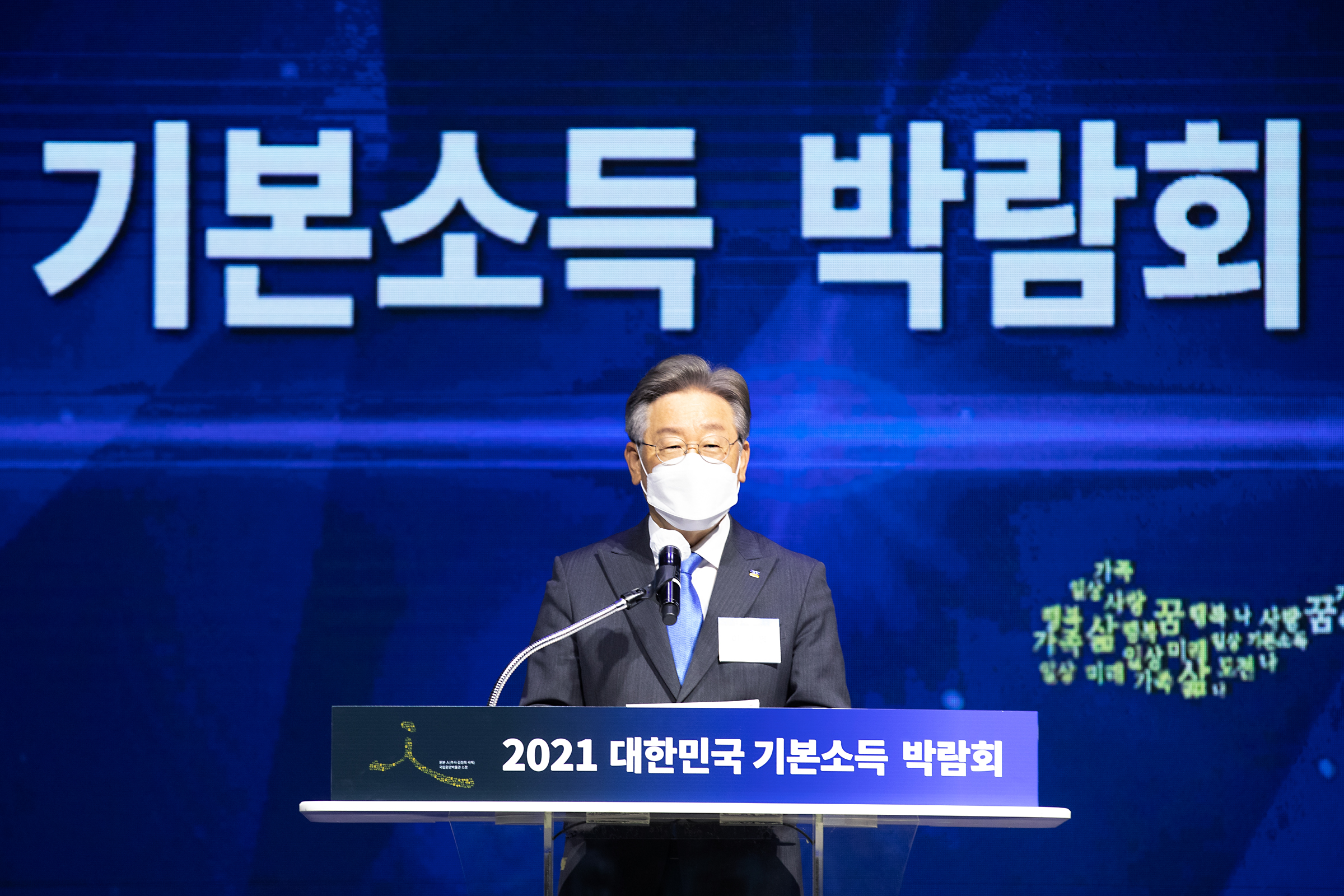
李在明出席2021年基本收入博覽會

李在明在2022年競選總統時的標誌性承諾是承諾實施全民基本收入，在擔任城南市長和京畿道知事期間，他為當地居民實施各種基本收入計劃。他承諾首先為年輕人、農民和漁民引入基本收入計劃，然後將其擴大到普遍收入，並計劃逐步增加政府支付的金額。李在明認為，可透過增加碳稅和土地稅，以支付基本收入計劃的開支。
他指出，這是世界上首次在國家層面引入普遍基本收入計劃。他承諾每年向所有公民發放100萬韓元（約合900美元），每年向19至29歲的青年發放200萬韓元（約合1,800美元），此外亦會考慮農民、兒童、老年人和殘疾人的基本收入計劃。他表示，長期目標是將基本收入金額增加到每月50萬韓元（約450美元）或每年600萬韓元（約5,400美元）。

#### 房屋政策
李在明承諾提供至少100萬間以較低價格提供的基本住宅公共住房單位。李在明相信，透過加強公共土地所有權的概念，可以應對韓國因房地產投機猖獗而不斷上漲的住房成本。

#### 基本貸款
李在明提倡基本貸款政策，允許所有公民不論其信用狀況，能以大約3%的利率獲得高達1,000萬韓元（8,570美元）的政府貸款，他認為向公眾提供由政府背書的貸款，能減輕民眾從高利貸者或私人放債者借錢的風險。

### 科技
李在明強調資料在數位化轉型中的重要性。在擔任京畿道知事期間，他下令行政公文應使用開放文件格式（ODF），而不是以前的韓文軟體（HWP）。他亦實施了全球首個資料紅利，將資料相關業務創造的利潤部分返還給實際創造資料的消費者。此外，他還使用資料分析來打擊非洲豬瘟和非法建築公司，並提供行動應用程式，使用資料加密技術在不侵犯隱私和洩露個人訊息的情況下通知COVID-19確診者。他認為，具有網絡效應的大平台公司的壟斷可能成為數位產業公平發展的障礙，並認為平台企業聘用的工人應該有新的僱傭契約類型，以便他們在數位產業得到更好的保護。

### 教育
根據李在明的競選承諾，他計劃將學生與成績掛鈎，並朝加強學生能力的方向前進。他計劃在高中通過“高中學分制”開設基礎數學課程，以彌補韓國學生數學成績不佳的狀況。他亦考慮在一些學科（例如數學）中引入基於人工智能的個性化學習和評估，以加強整個中小學的個性化學習和評估。
此外，他提出“戶外學校”的概念，以培養青少年成長所必需的挑戰、冒險、合作和好奇心，承諾準備引入每學期約10小時的課程。

### 青年政策

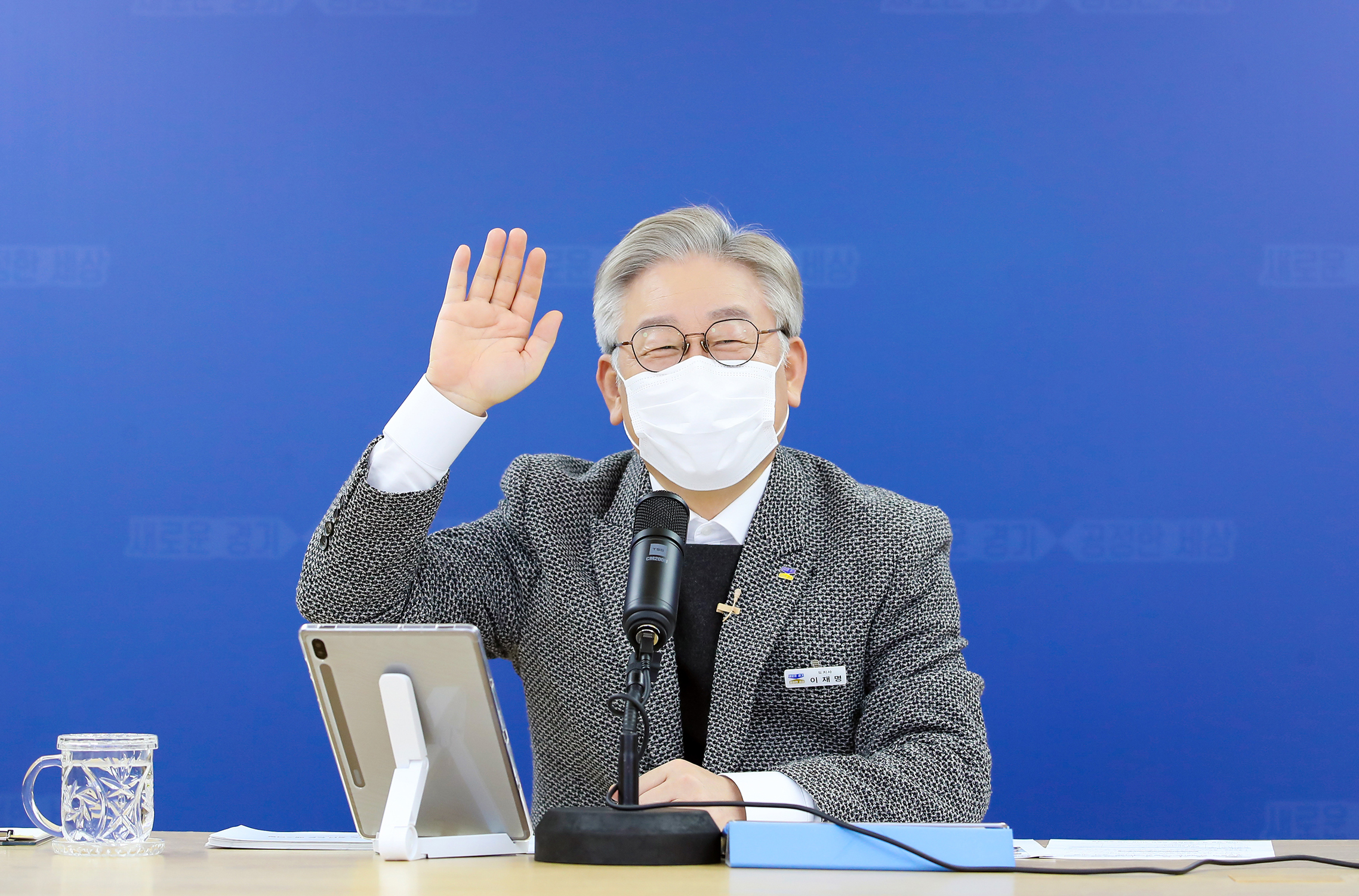
李在明出現在青少年廣播節目中

李在明承諾專門為青年人提供普遍基本收入和普遍基本貸款。此外，他還計劃為自願辭職一次的青年提供終身就業福利，以支持青年求職和職業發展。他還計劃降低學生貸款利率，並允許大學學費與學生每學期獲得的學分成正比。他亦計劃為青年提供普遍的基本住房，並改革住房市場，幫助低收入青年購買自己的住房。

### LGBT權益
李在明於2021年11月表示，應加強社會對同性戀的承認，認為同性戀是天然而成的，不是誰故意選擇的取向，應讓同性戀者自由表達他們的取向。他指出，對同性戀者的歧視與對膚色或殘疾的歧視沒有區別，並認為有必要制定反歧視法律，表示應通過社會共識制定立法。2022年总统选举期间，李在明对反歧视法持积极态度，但反对废除军队的“鸡奸法”，也表示不会公开支持LGBTQ群体。
然而，李在明在2023年表示，他反对在没有社会共识的情况下单方面通过包含LGBTQ保护条款的反歧视法，并表示不会在其任期内让该法案通过。

### 女性权益
韩国媒体称李在明敌视女权主义，认为他与2022年总统竞选对手尹锡悦没有区别。2021年11月8日，李在明向中央选举管理委员会的参与者分发了一篇文章，内容称：“如果李在明能与文在寅政府的女权优先政策划清界限，就能获得年轻男性的支持。”11月10日，李在明在他的Facebook页面分享了一位支持者在DC Inside上发表的帖子，内容为：“候选人李在明，请停止（文在寅政府的）‘疯狂女权主义’。如果您承诺这样做，我将非常高兴地投票给您。”
进步派政治人物沈相奵批评李在明是一个明显的“反女权主义者”。中右翼保守自由派的安哲秀也批评李在明关于性别问题的承诺是“厌女症”。
不过，也有人指出，李在明关于女权主义的言论更多是出于民粹主义的策略，而非真正反对女性权益的政策。李在明支持堕胎权，并主张扩大医疗保险中对堕胎女性的保障。在这一点上，他得到了部分女性主义者的积极评价。《时代杂志》将李在明的女性政策描述为“进步”。
李在明强烈反对右翼保守阵营主张的废除“女性家庭部”，但李在明主张把“女性家庭部”改为“平等家庭部”。
李在明批评尹锡悦声称“现代韩国社会不存在结构性性别不平等和厌女症”的言论，并主张要解决结构性的性别歧视问题。他还呼吁尹锡悦就其“女性不再受到歧视”的言论公开道歉。
2022年韩国总统选举期间，李在明承诺制定“约会暴力惩罚法”、加强对性犯罪受害者的支持、稳定单身女性家庭的住房供给、建立性别歧视职场举报与监督机制、提供卫生巾支持和免费接种HPV疫苗。

### 言論風格

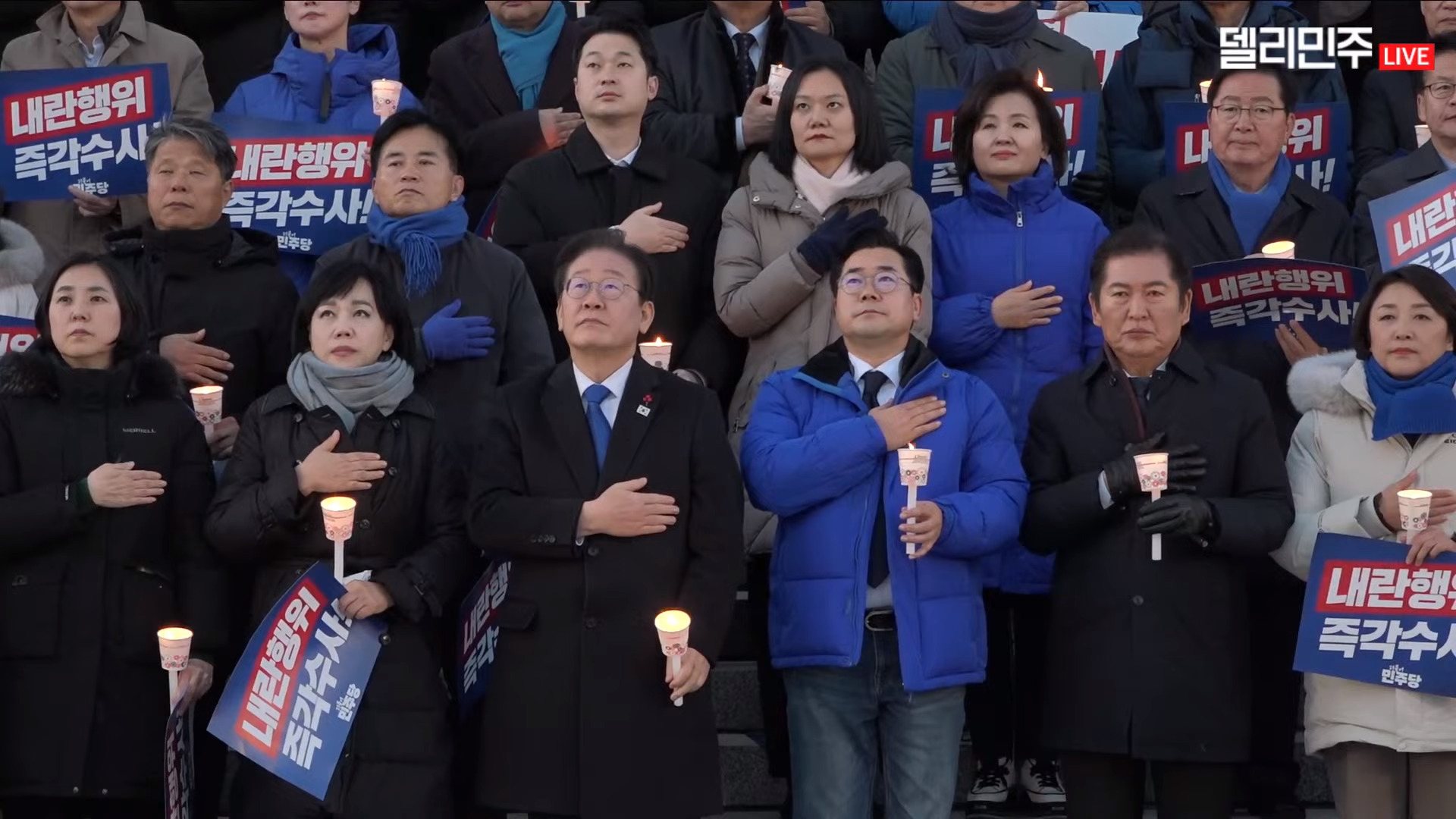
2024年12月4日要求尹锡悦总统下台的集会

李在明不仅时常出现在烛光集会、电视、广播之中，还频繁使用社交媒体。他在推特上的粉丝数已经超过了60万。他常常发表一些激烈的言论。媒体认为李在明善用社交媒体、发表过激言论、煽动民族主义和平民主义，与2016年当选美国总统的特朗普非常接近，将他称为“韩国特朗普”，李在明亦称“美国人靠选上特朗普弹劾了他们的当权者。我们自己的选举也将如此”。他也因言辞激烈被网友称为“汽水市长”（此处的汽水在韩语中形容人的直爽）、“斗鸡”。有共同民主党党员将他与刚出道时的卢武铉相比。亦因他主张进步主义的政策和支持无条件基本收入、税制改革，而被称为“韩版桑德斯”，他也曾期望自己能够成为「成功版的桑德斯」。
与大部分韩国自由主义者不同，李在明经常发言赞扬朴正熙。“朴正熙总统建设京釜高速公路，开辟了制造业导向工业化的道路”，李在明在2021年11月2日说，“而李在明政府将建设一条‘能源高速公路’，在加速进入去碳化时代的同时开辟新的未来”。韩国保守派媒体《东亚日报》认为，与基于社会平等的左翼民粹主义相比，李在明的国家导向政策更接近朴正熙的威权主义。
2021年12月11日，李在明积极评价了全斗焕的经济政策，并因而受到批评。正义党党员沈相奵对李在明说：“你似乎成为了国民力量的候选人，试图把自己与文在寅政府划清界限”。国民力量总统候选人尹锡悦讽刺说“你可以成为我们党的总统候选人”。韩国中左翼记者在《韩民族日报》上批评李在明为了赢得保守派选民的选票而忘记了自己的“价值观”。

## 个人财产
根据2017年3月23日韩国政府公職者倫理委員會公布的财产申报情况，李在明的财产为26亿韩元，其中主要资产为股票，价值14.8亿韩元。26亿韩元的资产数高于韩国50岁人群的平均资产（约为4亿韩元），也高于50岁的国会议员的平均财产（约10亿韩元）。李在明持有的股票一年内市值由11.7亿韩元上升了3.7亿韩元。李在明持有的股票主要是财阀企业的股票，如现代、LG、SK、斗山等。据报道，李在明财产增值源于其早年担任律师时所得的工资。

## 法律指控
2019年9月6日，任職京畿道知事的李在明因涉嫌濫用職權和違反《公职选举法》發佈強制胞兄入住精神病院相關虛假訊息，水原高等法院刑事二庭推翻一審無罪判決，判令李在明交付300萬韩圆的罰金。
2020年7月，大法院裁定李在明在京畿道知事电视辩论中违反《公职选举法》的罪名不成立。在电视辩论中，李在明否认曾试图将其弟弟送进精神病院。法院及其下级法院裁定该指控属实。然而，大法院考虑到政治竞选期间的言论自由，表示李在说谎时并没有“主动”歪曲事实，因此没有违反《公职选举法》。李在明的代理律师有数名，其中包括两名前大法院法官。
2023年2月16日，韓國檢察廳提請批准逮捕李在明，指控他涉嫌貪腐、瀆職、受賄：
- 違反反腐法：李在明涉嫌在擔任城南市市長時期（即2010年－2018年）作為多個項目的最高決策者，向民間開發商透露城南市政府和城南都市開發公社的內部機密，使開發商獲得巨額利益。
- 瀆職：李在明又涉嫌決定從地產開發項目合同相關公文中刪除市政府收回項目超額收益的條款，只分配1,830億韓元的確定利潤，從而使市政府無法取得追加收益，對城南市開發公社造成4,895億韓元的損失。
- 透露內部機密：李在明涉嫌通過親信向民營企業透露城南市和開發公社內部機密，使之獲取7,886億韓元的巨額利益。他還涉嫌在城南市長任內兼任城南FC會長任內（即2014年10月－2016年9月）吸引多家企業133.5億韓元提供贊助，並利用職務之便，為贊助商提供建築審批、土地用途變更等便利。

此次檢控為韓國檢方史上首次提捕最大在野黨黨魁。李在明批評是尹錫悅宣佈「檢察權私有化」的日子，也是法治主義因企圖鏟除異己的一己之私而沉淪的日子，並指出，自己依據城南市長的權限範圍，依法開發地方經濟，不曾謀取不正當利益。同月21日，总统尹锡悦已批准法院提交有關李在明逮捕同意请求书。同時政府報請國會准許拘留李在明。27日， 韩国国会就关于同意拘留李在明的议案进行表决，最终该案因赞成票不足而遭否决。
2023年9月18日，李在明正在绝食抗议尹锡悦政府。韩国检方以涉嫌渎职等罪名申请拘捕李在明，罪名是他为柏岘洞附近的一家土地开发商提供特殊优惠，并通过一集团向朝鲜汇款800万美元。9月19日，尹锡悦批准法院申请拘捕李在明的要求书。9月21日，共同民主党占多数的国会以149票赞成，136票反对，6票弃权，4票无效通过了该动议，其中数十名共同民主党员同意拘捕李在明。当天，法务部长官韓東勳对李在明发出了逮捕令，这开创了韩国历史上首次。该动议在激烈的全体会议上获得通过。9月26日，李在明到达首尔中央地方法院接受拘捕必要性审查。这是韩国宪政史上首次对最大在野党党首进行拘捕必要性审查。9月27日，首尔中央地方法院驳回检方对最大在野党共同民主党党首李在明提出的批捕申请，决定不予批捕。
2024年6月，李在明再次被起诉，罪名是涉嫌向朝鲜转移资金。他被指控在担任京畿道知事期间，于2019年至2020年要求一家内衣公司非法向朝鲜转移800万美元，以方便访问朝鲜。李在明否认了这些指控。
2024年11月15日，李在明因涉嫌违反《公职选举法》，被首尔中央地方法院一审判处有期徒刑1年，缓刑2年。他表示无法接受判决，将會上诉。2025年3月26日，首尔高等法院二审推翻一审判决，改判李在明无罪，令他可以保住參選下屆總統的資格。 2025年5月1日，韩国大法院推翻二审判决，发回二审法院首尔高等法院重审。5月7日，负责此案重审的首尔高等法院刑事审判第7庭宣布此案首次庭审日从原先的本月15日被推迟至大选后的6月18日。当天晚些时候，首尔中央地方法院刑事审判第33合议庭也宣布将大庄洞·慰礼新城建设项目弊案、柏岘洞开发贪腐案、城南足球俱乐部赞助案的下一次庭审日推迟至6月24日。该案庭审原定于本月13日和27日进行，李在明方面当天向法院提交了庭审延期申请后，法院予以批准。 2025年6月9日，首尔高等法院负责公职选举法案件重审的刑事第7庭已决定将庭审日期推迟至李在明总统任期后。
2024年11月25日，李在明“教唆伪证”案在首尔中央地方法院一审宣判，被判处无罪。
2025年7月1日，韩国法院决定延期审理李在明涉挪用京畿道政府预算案。同年7月22日，李在明涉嫌索贿对朝汇款案庭审被水原地方法院刑事审判第11庭宣告延期。

## 選舉履歷
| 年度 | 選舉屆數             | 選舉區               | 所屬政黨       | 得票數     | 得票率 | 當選標記 | 備註 |
| ---- | -------------------- | -------------------- | -------------- | ---------- | ------ | -------- | ---- |
| 2006 | 第4屆地方選舉        | 京畿道城南市長       | 開放國民黨     | 78,059     | 23.75% |          |      |
| 2008 | 第18屆國會選舉       | 京畿道城南市盆唐區甲 | 統合民主黨     | 23,822     | 33.23% |          |      |
| 2010 | 第5屆地方選舉        | 京畿道城南市長       | 民主黨         | 201,047    | 51.16% |          |      |
| 2014 | 第6屆地方選舉        | 京畿道城南市長       | 新政治民主聯合 | 239,685    | 55.05% |          |      |
| 2018 | 第7屆地方選舉        | 京畿道知事           | 共同民主党     | 3,370,621  | 56.40% |          |      |
| 2022 | 第20屆總統選舉       | 大韓民國             | 共同民主党     | 16,147,738 | 47.83% |          |      |
| 2022 | 6月補選 （國會議員） | 仁川廣域市桂陽區乙   | 共同民主党     | 44,289     | 55.24% |          |      |
| 2024 | 第22屆國會選舉       | 仁川廣域市桂陽區乙   | 共同民主党     | 48,365     | 54.12% |          |      |
| 2025 | 第21屆總統選舉       | 大韓民國             | 共同民主党     | 17,287,513 | 49.42% |          |      |

## 电视节目
- 2017年：同床异梦2 - 你是我的命运